# Belén FC
Belén FC – kostarykański klub piłkarski z siedzibą w mieście San Antonio de Belén, w prowincji Heredia. Funkcjonował w latach 1979–2017. Na licencji klubu założono drużynę Guadalupe FC.

## Osiągnięcia

### Krajowe
- Copa de Costa Rica

| zwycięstwo (1):     | 1996 |
| drugie miejsce (0): | –    |

## Historia
Klub został założony w czerwcu 1979 pod nazwą Belén-Calle Flores. Od razu przystąpił do rozgrywek departamentalnych i cztery lata po założeniu awansował do trzeciej ligi kostarykańskiej. Występował w niej w latach 1983–1987, by następnie zanotować promocję do drugiej ligi, w której grał w latach 1988–1993. W międzyczasie w 1990 roku klub zmienił nazwę na AD Belén. W sezonie 1992/1993 Belén został mistrzem rozgrywek kostarykańskiej Segunda División – pokonał wówczas w dwumeczu finałowym ekipę Sagrada Familia (4:1, 0:1) i wywalczył premierowy awans do najwyższej klasy rozgrywkowej. Tym samym został drugim klubem z prowincji Heredia w historii ligi kostarykańskiej (po krajowym potentacie Herediano).
Największy sukces w historii Belén osiągnął w czerwcu 1996, zdobywając puchar Kostaryki – Copa Federación. Wygrał wówczas w finale z Cartaginés (1:0). Dzięki temu osiągnięciu rok później wziął udział w rozgrywkach Pucharu Zdobywców Pucharów CONCACAF. W pierwszej rundzie wyeliminował wówczas nikaraguański Diriangén (2:1, 3:2), zaś w drugiej rundzie przegrał z honduraską Olimpią (0:3) i odpadł z turnieju. Pierwsze dwa pobyty Belén w pierwszej lidze kostarykańskiej miały miejsce w latach 1993–1998 i 2004–2005.
W sezonie 2010/2011 klub wywalczył kolejny awans do kostarykańskiej Primera División, głównie dzięki wkładowi finansowemu przedsiębiorstwa Grupo Icono kierowanego przez biznesmena Minora Vargasa. Podczas tych rozgrywek nosił nazwę CD Belén Siglo XXI. W styczniu 2011 Vargas został zatrzymany w Stanach Zjednoczonych pod zarzutem oszustw finansowych (w maju 2012 został skazany przez sąd federalny w Richmond). Za trzecim razem klub występował w pierwszej lidze w latach 2011–2017; przez pierwszy rok pod nazwą Belén Bridgestone FC (wobec umowy sponsorskiej z przedsiębiorstwem Bridgestone), a kolejne pięć lat pod nazwą Belén FC.
W lipcu 2015 głównym akcjonariuszem Belén zostało meksykańskie przedsiębiorstwo Somnus (Soccer Internship and School). W maju 2017 właściciele przenieśli siedzibę klubu do stołecznego San José i założyli na jego licencji zespół Guadalupe FC.